# Agome Koutoukpa
Agomé Koutoukpa est un village situé dans la Région des Plateaux au Togo, à environ 15 kilomètres d'Atakpamé. Le village est implanté sur les pentes de la montagne de Koutoukpa, à une altitude comprise entre 631 et 729 mètres au-dessus du niveau de la mer,.

## Histoire
Durant la période coloniale allemande, le village a été le théâtre d'affrontements. Le 12 juin 1898, le capitaine H.-G. von Doering, chargé de ramener les habitants dans le village, a essuyé des coups de feu lors de son passage au pied de la falaise. En représailles, il a infligé de lourdes pertes aux insurgés et incendié leur campement le 28 juin de la même année.

## Culture
Le nom "Agomé" est associé à un sous-groupe du peuple Éwé, les Agomé, qui se sont installés dans le sud-ouest du Togo entre le XVIIᵉ et le XVIIIᵉ siècle, notamment autour de Kpalimé. Cette origine suggère que le village d'Agomé Koutoukpa est lié à cette communauté.

## Économie
L'économie locale repose principalement sur l'agriculture. Un jeune maraîcher, Komi Bosso, a entrepris un reboisement stratégique de la montagne de Koutoukpa pour faire face au manque de pluie et aux défis du changement climatique. En choisissant des espèces d'arbres adaptées à des conditions arides, il a contribué à restaurer la biodiversité et à améliorer la rétention d'eau dans le sol, revitalisant ainsi l'agriculture locale.

## Infrastructures
En juin 2024, il a été rapporté que Koutoukpa souffrait d'un manque criant de latrines publiques, obligeant la population à pratiquer la défécation en plein air.
Cependant, des initiatives ont été entreprises pour améliorer les conditions sanitaires du village. En janvier 2024, un bâtiment de six salles de classe a été inauguré au Lycée de Koutoukpa, renforçant ainsi les infrastructures éducatives du village.